# Alan Brazil
Alan Bernard Brazil (* 15. Juni 1959 in Govan) ist ein ehemaliger schottischer Fußballspieler und aktueller Kommentator. Als Stürmer war er bereits in jungen Jahren bei Ipswich Town erfolgreich und nach dem Gewinn des FA Cups 1978, bei dem er nur eine Nebenrolle eingenommen hatte, war er drei Jahre später ein wesentlicher Faktor auf dem Weg zur UEFA-Pokal-Trophäe. Danach verbrachte er jeweils kurze Zeit bei Tottenham Hotspur und Manchester United und errang dort nochmals jeweils den UEFA-Pokal (1984 mit den „Spurs“) und den FA Cup (im Jahr darauf mit den „Red Devils“), ohne jedoch Teil der Finalelf gewesen zu sein. Darüber hinaus absolvierte er 13 A-Länderspiele für die schottische Nationalmannschaft, war Teil des Kaders der WM-Endrunde 1982 in Spanien und absolvierte dort zwei Gruppenspiele. Nach seinem Rücktritt startete er einen Medienkarriere und nach ersten Jahren im TV wechselte er zum Radio und wurde dort langjähriger Moderator der Call-in-Sendung Talksport.

## Sportlicher Werdegang

### Aktive Vereinskarriere
Brazil wurde in Govan, einem Stadtteil von Glasgow, geboren und nach der Ausbildung beim Celtic Boys Club schloss er sich im Mai 1977 dem englischen Erstligisten Ipswich Town an. Dort debütierte er am 14. Januar 1978 per Einwechslung daheim gegen Manchester United (1:2) und ließ in der Saison 1977/78 nur noch einen weiteren Kurzauftritt im FA Cup gegen die Bristol Rovers (3:0) folgen. Dies bedeutete auch, dass er zum 1:0-Finalerfolg im englischen Pokal gegen den FC Arsenal keinen aktiven Beitrag leistete. Er sammelte danach auf Leihbasis in der nordamerikanischen NASL bei Detroit Express Spielpraxis und mit der Empfehlung von neun Toren gelang ihm im Verlauf der Saison 1978/79 sukzessive in Ipswich der sportliche Durchbruch.
In der Spielzeit 1980/81 war der junge Stürmer dann Schlüsselspieler in einer Mannschaft, die den UEFA-Pokal gewann und die Vizemeisterschaft hinter Aston Villa errang. Erneut kletterte Ipswich auf den zweiten Abschlusstabellenplatz in der Saison 1981/82 und Brazil schoss mit 22 Ligatoren die zweitmeisten hinter Kevin Keegan (26) vom FC Southampton. Gegen eben diesen FC Southampton erlebte Brazil am 16. Februar 1982 eine „Sternstunde“, als er alle fünf Tore zum 5:2-Sieg schoss. Nachdem er auch in der schottischen Nationalmannschaft Fuß gefasst und bei der WM-Endrunde 1982 in Spanien gespielt hatte, war Brazil mit seiner Antrittschnellig- und Torgefährlichkeit einer der gefragtesten Stürmer im englischen Profifußball und so ließ sich Tottenham Hotspur im März 1983 den Transfer 450.000 Pfund kosten. Dort schoss er im April 1983 beim vierten Einsatz sein erstes Tor anlässlich eines spektakulären 5:0-Erfolgs über den Erzrivalen FC Arsenal und ließ drei weitere Treffer in den anschließenden beiden Partien folgen. Seine Ausbeute von sechs Toren in der ausgehenden Saison 1982/83 war vielversprechend.
Umso enttäuschender verlief Brazils Saison 1983/84 mit Tottenham. Er sammelte in 19 Ligapartien gerade einmal drei Treffer an und stand deutlich im Schatten seines Landsmanns Steve Archibald, dem 21 Tore gelungen waren. Im selben Jahr gewann Tottenham den UEFA-Pokal. Hier schoss Brazil im Verlauf des Wettbewerbs vier Tore, war dann jedoch im Finale nicht Teil des Kaders. Die Gründe für diesen Karriererückschlag lagen gleichsam in Verletzungen und Phasen mit schwacher Form, so dass er sich gegen interne Konkurrenz wie Archibald und Mark Falco nicht behauptete. Folgerichtig verließ er im Juni 1984 den Verein und schloss sich für 625.000 Pfund dem Erstligakonkurrenten Manchester United an.
Auch in Manchester fand Brazil nicht sein Glück und in anderthalb Jahren sorgten stetige Rückenprobleme dafür, dass er nur 18-mal in Ligaspielen in der Startelf stand. Neben seinen Blessuren war auch die hochkarätige Konkurrenz von Offensivspielern wie Frank Stapleton, Mark Hughes und (vor seinem Rückzug ins Mittelfeld) Norman Whiteside für sein Dilemma verantwortlich. Als die „Red Devils“ im Mai 1985 den FA Cup gewannen, war Brazil im Finale nicht dabei – wie sieben Jahre zuvor für Ipswich. Bereits vor Ablauf der Spielzeit 1985/86 heuerte er im Januar 1986 innerhalb der höchsten englischen Spielklasse bei Coventry City an, wobei als Teil des Transfers der Wechsel von Terry Gibson in die entgegengesetzte Richtung realisiert wurde. Nach zwei Toren in 15 Ligapartien zum Ende der Saison wurde er für einen Wechsel freigestellt. Seine chronischen Rückenprobleme hatten Überhand genommen und nach einer kurzen Stippvisite bei den Queens Park Rangers war Brazils Profikarriere im Alter von 27 Jahren beendet. Letzte Stationen waren Witham Town, Wollongong City, Chelmsford City, der FC Baden, Stambridge United, Felixstowe Town, der FC Achilles und Wivenhoe Town.

### Schottische Nationalmannschaft
Brazil absolvierte 13 A-Länderspiele für die schottische Nationalmannschaft und war Teil des Kaders für die WM-Endrunde 1982 in Spanien. Er war dabei der jüngste Spieler der „Bravehearts“ im Turnier und kam in zwei Gruppenspielen zum Einsatz. Im Alter von 20 Jahren hatte er am 28. Mai 1980 in Warschau gegen Polen (0:1) per Einwechslung debütiert und mit einer 0:2-Niederlage gegen England verabschiedete er sich am 1. Juni 1983 – vier Tage zuvor hatte er gegen Wales (2:0) sein einziges Tor für Schottland erzielt. Aufgrund eines Überangebots von schottischen Stürmern in dieser Zeit sah sich Brazil prominenter Konkurrenz ausgesetzt, wozu Spieler wie Kenny Dalglish, Charlie Nicholas, Mo Johnston, Steve Archibald, Paul Sturrock, Joe Jordan, Frank McAvennie, Davie Dodds, Frank McGarvey und Andy Gray zählten.

## Aktivitäten als Fußballexperte
Brazil arbeitete für diverse Medienformate, wozu anfänglich seine Arbeit als Sportexperte für das Frühstücksfernsehen GMTV des Senders ITV zählte. Kurz darauf schloss er sich dem von Andy Gray moderierten Format „The Boot Room“ auf Sky Sports an. Als Sky Sports die Übertragungsrechte an der Football League und dem Ligapokal erhielt, betätigte er sich als Experte im Studio und moderierte gelegentlich Spiele als Co-Kommentator.
In den späten 1990er-Jahren ging Brazil zum Radiosender Talk Radio UK und präsentierte dort sein eigenes Sportformat mit dem Titel „It's Just Like Watching Brazil“. Als sich der Sender in den frühen 2000ern in „talkSPORT“ umbenannte, arbeitete er dort an Wochentagen im Frühmorgen-Programm und im weiteren Verlauf erhielt das Programm den Titel „Alan Brazil Sports Breakfast“. Im Lauf der Jahre assistierten ihm unter anderem Mike Parry, Graham Beecroft und Ronnie Irani. Nach Iranis Weggang im Jahr 2013 schlossen sich zahlreiche Co-Kommentatoren an, darunter Matt Holland, Ray Parlour, David Ginola, Dominic Cork, Neil Warnock und Brian Moore. Schlagzeilen machte er im März 2004, nachdem er zu einer Morgenshow nicht erschienen und daraufhin entlassen worden war; drei Wochen nach dem Vorfall wurde er „begnadigt“.
Für eine weitere öffentliche Kontroverse sorgte Brazil im August 2014 mit seiner Stellungnahme zum Selbstmord des Schauspielers Robin Williams, in der er diesen kritisierte, seine Familie in einer „diabolischen Situation“ hinterlassen zu haben. Viele Hörer beklagten sich daraufhin und warfen Brazil vor, sich nicht ausreichend mit dem Krankheitsbild Depression auseinandergesetzt zu haben. Der Radiosender verkündete abschließend, dass man Brazils Meinung nicht teilte, und entschuldigte sich. Ab April 2020 wurde Brazils Einsatz für Talksport auf nur noch zweimal in der Woche an Donners- und Freitagen begrenzt, wobei Laura Woods die Show an den verbleibenden Wochentagen zu präsentieren begann. Als sich Jeff Stelling im Dezember 2023 Talksport anschloss, wurde Brazils Engagement wieder auf drei Tage (von Mittwoch bis Freitag) ausgedehnt mit wechselnden Co-Gastgebern, während Stelling für Montag und Dienstag eingeplant wurde.
Am 6. Februar 2025 äußerte sich Brazil im Zusammenhang mit seinem Ex-Klub Manchester United kontrovers zum Thema Frauenfußball und gab an, dass die Fans nicht zu sehr mit der Frauenmannschaft von Manchester United „belästigt“ würden („not be bothered“). Co-Kommentatorin Shebahn Aherne antwortete darauf mit Unverständnis und nannte Brazil einen „Dinosaurier“.

## Persönliches
In den frühen 1970er Jahren war Brazil als Teil der Jugendmannschaft des Celtic Boys Club eines der Opfer von Jim Torbett im Rahmen eines Missbrauchsskandals. Als Torbett im Jahr 1996 angeklagt wurde, zählte Brazil zu den Zeugen der Anklage. Torbett wurde wegen Kindesmissbrauchs zu zwei Jahren Haft verurteilt.
Nach dem Rücktritt als Profispieler im Alter von 27 Jahren betrieb Brazil viele Jahre die Gaststätte „Black Adder“ in Ipswich. Das Geschäft ging später pleite und Brazil musste sich für bankrott erklären.
Im Jahr 2003 gründete er als Fan des Pferderennsports den „Alan Brazil Racing Club“ in Newmarket. Er eröffnete im Jahr 2011 ein weiteres Geschäftsengagement mit der Herstellung von Süßigkeitenriegeln mit Paranüssen und nannte diese „Alan Brail’s Nuts“ (in Anspielung auf die englische Bezeichnung „Brazil Nuts“ für Paranüsse). Mit Barcodes auf den Verpackungen wurde zusätzlicher Zugriff auf Inhalte von Talksport gewährt. Dazu unterstützte Brazil mit den Erlösen die Krebsstiftung von Bobby Robson. Robson war Brazils Trainer bei Ipswich Town gewesen und im Jahr 2009 an den Folgen eines Krebserkrankung verstorben.
Nach zwei Büchern in den Jahren 2006 und 2007 mit den Titeln „There’s an Awful Lot of Bubbly in Brazil“ und „Both Barrels from Brazil: My War Against the Numpties“, die er mit dem Journalisten Mike Parry verfasst hatte, veröffentlichte er im Jahr 2020 seine Autobiografie mit dem Titel „Only Here for a Visit: A Life Lived to the Full“.

## Titel/Auszeichnungen
- UEFA-Pokal (2): 1980/81, 1983/84 (ohne Finaleinsatz)
- Englischer Pokal (2): 1977/78 (ohne Finaleinsatz), 1984/85 (ohne Finaleinsatz)